# Kobiałka (Warszawa)
Kobiałka – osiedle i obszar MSI w północno-wschodniej części Warszawy, w dzielnicy Białołęka.
Osiedle leży przy granicy Warszawy, między osiedlami Szamocin, Mańki-Wojdy i Ruskowy Bród, przy ulicach Kobiałka i Mochtyńskiej.
Jeszcze w pierwszej połowie XX w. Kobiałka była podwarszawską wsią. W 1977 r. wraz z sąsiednimi wsiami została przyłączona do Warszawy.